# Val-d’Isère
Val-d’Isère francia település, üdülőhely és télisport központ a Tarentaise-völgyben, Savoie megyében, Auvergne-Rhône-Alpes régióban, mindössze 5 kilométerre az olasz határtól. Az 1963-ban létrehozott Vanoise Nemzeti Park határán fekszik.

## A településről

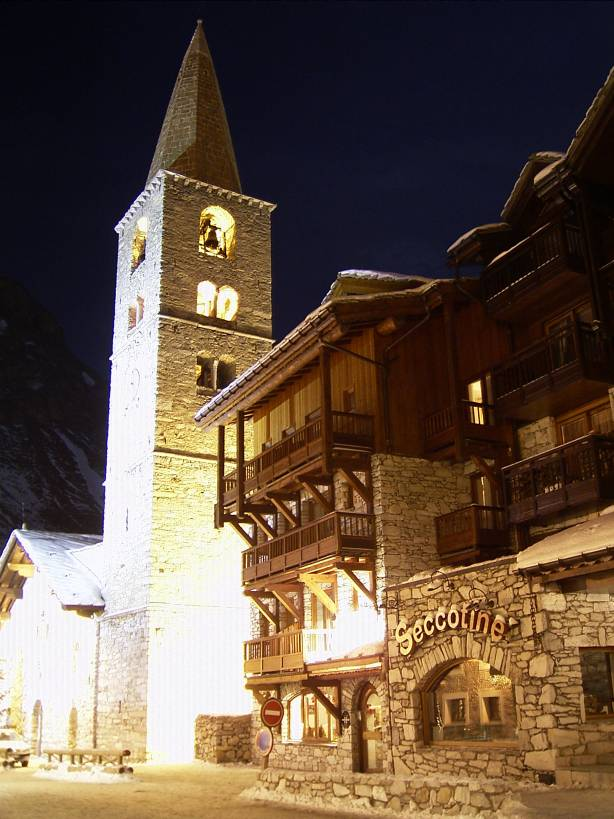
Éjszakai látkép, az 1664-ben épült plébániatemplom Val-d’Isère belvárosában

A völgyben fekvő település eredete a római korra nyúlik vissza. Városi jogot 1637-ben kapott, plébániatemploma 1664-ben épült a város központjában. A város nyugati és középső részeire a hagyományos faházas építkezés a jellemző, míg a keleti városrészben toronyházak uralják a tájat.
A völgy településein, illetve a hegyoldalakon szinte minden a sízésről szól. A sízés a környéken az 1930-as években kezdődött, 1934-ben hozták létre a síközpontot, amikor felépült a Solaise első húzófelvonója, majd később épült egy drótkötélpályás felvonó. A közelben, a Val-d’Isère és Tignes közötti területén található a Jean-Claude Killy síbajnokról elnevezett „Espace Killy”, a „világ legszebb síterülete”. A Pissaillas-gleccseren – a téli szezonon kívül – nyáron is lehet síelni, szükség esetén hóágyúkat is bevetnek. A sípályákat nagy kapacitású gondolás és ülő síliftek szolgálják ki. Tignes-ből a La Grande Motte gleccseréhez indul siklóvasút. A többnyire jó minőségű pályák nehézségi szintje általában meglehetősen magas, de mintegy kétharmaduk kék és zöld minősítésű, így a kevésbé gyakorlottak számára is van pálya. A leghíresebb pálya a Rocher de Bellevard alatti olimpiai pálya, amely rendszeresen helyt ad világkupa futamoknak. A sípályák együttes hossza mintegy 300 kilométer. Ingajáratban közlekedő ingyenes autóbuszjáratok kötik össze a völgy falvait Val-d’Isère-rel és La Daille-jal. Van két hópark is a snowboardosok számára, míg a sífutók számára 44 kilométernyi sífutópálya áll rendelkezésre.
A környék lejtői számos alpesisí világverseny helyszíne, itt volt az Albertville-ben rendezett 1992. évi téli olimpiai játékok lesikló versenye, és itt rendezték a 2009-es FIS alpesi világbajnokságot. A városban sok szálloda és étterem található, de van itt uszoda, korcsolyapálya és sportcentrum is.
Val-d’Isère-ből rajtolt a 2007-es Tour de France kilencedik etapja.
A városban nőtt fel Jean-Claude Killy (* 1943) háromszoros olimpiai bajnok és háromszoros világbajnok alpesisíző, aki a 2009-es alpesi világbajnokság főszervezője volt.

## Fordítás
- Ez a szócikk részben vagy egészben  a   Val-d'Isère című angol Wikipédia-szócikk ezen változatának fordításán alapul.  Az eredeti cikk szerkesztőit annak laptörténete sorolja fel. Ez a jelzés csupán a megfogalmazás eredetét és a szerzői jogokat jelzi, nem szolgál a cikkben szereplő információk forrásmegjelöléseként.